# Американска ветрушка
Американска ветрушка (Falco sparverius) е вид птица от семейство Соколови (Falconidae). Видът е незастрашен от изчезване.

## Разпространение
Разпространен е в Ангуила, Антигуа и Барбуда, Аржентина, Аруба, Бахамски острови, Барбадос, Белиз, Бермудски острови, Боливия, Бонер, Свети Евстатиус, Саба, Бразилия, Канада, Кайманови острови, Чили, Колумбия, Коста Рика, Куба, Доминика, Доминиканска република, Еквадор, Салвадор, Фолкландски острови, Френска Гвиана, Гренада, Гваделупа, Гватемала, Гвиана, Хаити, Хондурас, Ямайка, Мартиника, Мексико, Монсерат, Никарагуа, Панама, Парагвай, Перу, Пуерто Рико, Сейнт Китс и Невис, Сейнт Лусия, Свети Мартин, Сен Пиер и Микелон, Сейнт Винсент и Гренадини, Южна Джорджия и Южни Сандвичеви острови, Тринидад и Тобаго, Търкс и Кайкос, САЩ, Малки далечни острови на САЩ, Уругвай, Венецуела, Британски Вирджински острови и Вирджински острови.